# Газовая диффузия

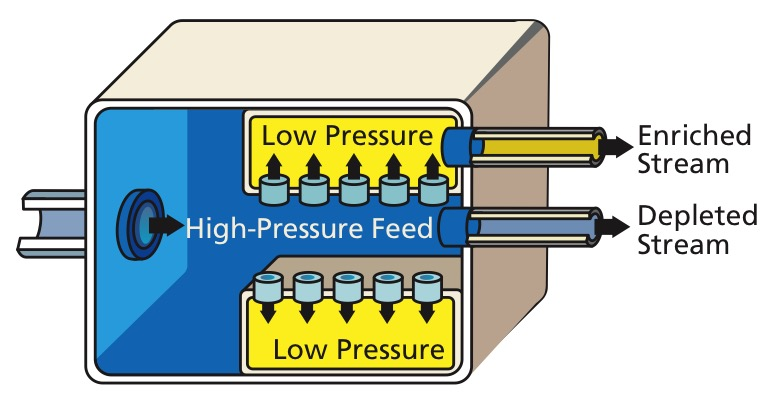
Gaseous diffusion uses semi-permeable membranes to separate enriched uranium

Газовая диффузия — технология, используемая для производства обогащенного урана путем пропускания газообразного гексафторида урана (UF6) под давлением через полупроницаемые мембраны. Это приводит к небольшому разделению между молекулами, содержащими уран-235 (235U) и уран-238 (238U). С помощью каскадного соединения большого количества установок (ступеней) можно достичь высокой степени разделения изотопов. Это был первый разработанный процесс, способный производить обогащенный уран в промышленных количествах.
Газовая диффузия была разработана Фрэнсисом Саймоном и Николасом Курти в лаборатории Кларендона в 1940 году, когда Комитету МАУД было поручено найти метод отделения урана-235 от урана-238 для создания бомбы в рамках проекта Tube Alloys. Прототип газодиффузионной установки был изготовлен компанией en:Metropolitan-Vickers (MetroVick) в Траффорд-Парке, Манчестер, по цене 150 000 фунтов стерлингов за четыре устройства для M. S. Factory, Valley. Работа была позже передана в Соединенные Штаты, когда проект Tube Alloys стал частью более позднего Манхэттенского проекта.

## Теоретические сведения
Газодиффузионный метод применяется для разделения изотопов элементов, для которых существуют химические вещества, находящиеся в газообразном состоянии при достаточно низкой температуре. Например, этот метод пригоден для обогащения урана, так как гексафторид урана при атмосферном давлении переходит в газовую фазу при температуре 56,4° С.
В основе метода лежит явление молекулярной диффузии. При тепловом равновесии газа в закрытом сосуде более лёгкие молекулы имеют большую скорость и, следовательно, большую вероятность прохождения через проницаемую мембрану. Таким образом, если в объёме сосуда за мембраной исходные вещества первоначально отсутствовали, то в результате проникновения молекул через мембрану до наступления термодинамического равновесия концентрация более лёгких молекул будет выше, чем в исходной смеси. Экспериментально это явление было впервые проверено в опытах Грэма (1846, 1863) с пористыми материалами и в опытах Кнудсена (1909) с малыми отверстиями и капиллярами. На практике метод был впервые применён Рамзаем (1895) для очистки гелия путём пропускания газовой смеси через глиняный фильтр.
Из 33 известных радиоактивных первичных нуклидов два (235U and 238U) являются изотопами урана. Эти два изотопа во многом похожи, за исключением того, что только 235U является делящимся (способным поддерживать цепную реакцию деления посредством тепловых нейтронов). 235U является единственным природным делящимся изотопом. Поскольку природный уран содержит всего около 0,72 % 235U по массе, для поддержания ядерной реакции его необходимо обогатить до концентрации 2-5 % (если в качестве замедлителя нейтронов используется обычная вода). Продукт этого процесса обогащения называется обогащенным ураном.

## Технология

### Основные принципы
Базовым элементом газодиффузионной установки является диффузионная ячейка, разделённая на две части пористой перегородкой. Между частями ячейки создаётся разность давлений, в результате чего газ частично проникает сквозь перегородку, обогащаясь более лёгкой фракцией, тогда как в непродиффундировавшем газе содержание лёгкой фракции снижается. Ячейка имеет один вход для подачи исходной смеси под высоким давлением и два выхода — для отвода обогащённой и обеднённой смеси. Так как одна ячейка лишь незначительно увеличивает концентрацию лёгкой фракции, процесс повторяется многократно с помощью большого количество каскадно соединённых ячеек. Поток регулируется клапаном на выходе для обеднённой фракции:52.

### Научная основа
Газовая диффузия основана на законе Грэма, который гласит, что скорость истечения газа обратно пропорциональна корню квадратному из его молекулярной массы. Например, в ёмкости с полупроницаемой мембраной, содержащей смесь двух газов, более легкие молекулы будут выходить из контейнера быстрее, чем более тяжелые. Газ, покидающий контейнер, несколько обогащен более легкими молекулами, в то время как остаточный газ ими несколько обеднён. Отдельный контейнер, в котором процесс обогащения происходит посредством газовой диффузии, называется диффузором.

### Гексафторид урана
UF6 является единственным соединением урана, достаточно летучим для использования в процессе диффузии газа. Кроме того, фтор состоит только из одного изотопа 19F, поэтому различие молекулярных масс в 1 % между 235UF6 и 238UF6 обусловлено только разницей в массе изотопов урана. По этим причинам UF6 является единственным выбором в качестве исходного сырья для процесса газовой диффузии. UF6, твердое вещество при комнатной температуре, возгоняется при 56,5 °C при давлении 1 атм. Параметры тройной точки — 64,05° С и 1,5 бар. Применяя закон Грэма к гексафториду урана, получим:
{\displaystyle {{\mbox{Rate}}_{1} \over {\mbox{Rate}}_{2}}={\sqrt {M_{2} \over M_{1}}}={\sqrt {352.041206 \over 349.034348}}=1.004298...}
где
Rate1 — выход 235UF6;
Rate2 — выход 238UF6;
M1 — молярная масса 235UF6 = 235.043930 + 6 × 18.998403  = 349.034348 г·моль−1;
M2 — молярная масса 238UF6 = 238.050788 + 6 × 18.998403  = 352.041206 г·моль−1.
Это объясняет разницу 0,4 % в средней скорости истечения молекул 235UF6 по сравнению с молекулами 238UF6.
UF6 является сильнокоррозионным веществом. Это окислитель и кислота Льюиса, которая способна связываться с фторидом. Например, сообщается о реакции фторида меди (II) с гексафторидом урана в ацетонитриле с образованием гептафторураната (VI) меди (II), Cu(UF7)2
.
Он вступает в реакцию с водой, образуя твердое соединение, и его очень трудно обрабатывать в промышленных масштабах
.
Как следствие, внутренние газообразные пути должны быть изготовлены из аустенитной нержавеющей стали и других термостабилизированных металлов. Нереактивные фторполимеры, такие как тефлон, должны наноситься в качестве покрытия на все клапаны и уплотнения в системе.

### Материалы мембраны
В газодиффузионных установках обычно используются агрегатные барьеры (пористые мембраны), изготовленные из спеченного никеля или алюминия с размером пор 10-25 нм (менее одной десятой длины свободного пробега молекулы UF6). Могут также использоваться барьеры пленочного типа, которые изготавливаются путем образования пор в изначально непористой среде. Один из методов изготовления таких мембран — удалить один компонент в сплаве, например, используя хлористый водород для удаления цинка из сплава серебро-цинк (Ag-Zn).

### Энергетические затраты
Поскольку молекулярные массы 235UF6 и 238UF6 почти равны, степень разделения 235U и 238U за один проход через мембрану очень мала. Поэтому необходимо соединить большое количество диффузоров последовательно, используя продукт предыдущего этапа в качестве исходного материала для следующего. Такая последовательность этапов называется каскадом. На практике диффузионные каскады требуют тысяч стадий, в зависимости от желаемого уровня обогащения.
Все компоненты диффузионной установки должны поддерживаться при соответствующей температуре и давлении, чтобы UF6 оставался в газовой фазе. Газ должен быть сжат на каждой ступени, чтобы компенсировать потерю давления на диффузоре. Это приводит к компрессионному нагреву газа, который затем необходимо охладить перед поступлением в диффузор. Требования к насосу и охлаждению делают диффузионные установки интенсивными потребителями электроэнергии. Из-за этого газовая диффузия является самым дорогим методом, используемым в настоящее время для производства обогащенного урана.

## История
Сотрудники Манхэттенского проекта в Ок-Ридже, шт. Теннесси, разработали несколько методов разделения изотопов. На трех заводах в Ок-Ридже использовались три разных метода для производства 235U для первой американской атомной бомбы «Малыш (бомба)» и других ранних ядерных боеприпасов. На первом этапе установка обогащения урана S-50 использовала процесс термодиффузии для обогащения урана с 0,7 % до почти 2 % 235U. Затем этот продукт подавали в процесс газообразной диффузии на заводе K-25, который обеспечивал около 23 % 235U. Наконец, этот материал подавался в  калютроны завода Y-12. Эти машины (тип масс-спектрометра) использовали электромагнитное разделение изотопов, чтобы повысить конечную концентрацию 235U примерно до 84 %.
Подготовка сырья UF6 для газодиффузионной установки K-25 была первым в истории применением промышленного производства фтора, и при обработке как фтора, так и UF6 возникли значительные препятствия. Например, для построения газодиффузионной установки К-25 сначала необходимо было разработать инертные химические соединения, которые могли бы использоваться в качестве покрытий, смазок и прокладок для поверхностей, которые вступают в контакт с газообразным UF6 (высокореактивное и коррозионное вещество). Ученые Манхэттенского проекта наняли Уильяма Т. Миллера, профессора органической химии в Корнеллском университете, для синтеза и разработки таких материалов благодаря его опыту в химии фторорганических соединений. Миллер и его команда разработали несколько новых нереакционноспособных хлорфторуглеродных полимеров, которые были использованы в этой работе.
Калутроны были неэффективными и дорогими в сборке и эксплуатации. Как только инженерные препятствия, создаваемые процессом газовой диффузии, были преодолены и газообразные диффузионные каскады начали действовать в Оак-Ридж в 1945 году, все калутроны были закрыты. Метод газовой диффузии затем стал предпочтительным методом получения обогащенного урана.
Во время строительства в начале 1940-х годов газодиффузионные установки были одними из самых больших когда-либо построенных зданий. Большие газодиффузионные установки были построены Соединенными Штатами, Советским Союзом (включая завод, который сейчас находится в Казахстане), Великобританией, Францией и Китаем. Большинство из них уже закрыты или, как ожидается, закроются, не в состоянии конкурировать экономически с новыми технологиями обогащения. Однако некоторые технологии, используемые в насосах и мембранах, по-прежнему остаются совершенно секретными, а некоторые материалы, которые были использованы, остаются предметом экспортного контроля в рамках продолжающихся усилий по контролю за распространением ядерного оружия.
Всего в США было построено три газодиффузионных завода, которые в период наибольшей мощности потребляли 7 % электроэнергии, производимой в США.
В СССР первым газодиффузионным заводом был Уральском электрохимический завод в Свердловске (ныне Екатеринбург). В 1953 году там работало 15 000 газодиффузионных установок. В 1950-е годы в СССР было построено ещё три завода:
- Ангарский электролизный химический комбинат в Ангарске Иркутской области;
- Электрохимический завод в Зеленогорске Красноярского края;
- Сибирский химический комбинат в Северске Томской области.

В период пиковой производительности четыре завода потребляли 3 % электроэнергии, производимой в СССР.
В 1956 году введён в строй завод в Кейпенхёрсте (Великобритания), 1960 году — в окрестностях Ханчжоу (Китай, при техническом содействии СССР), в 1964 году — в Пьерлатте и Трикастене (Франция).

## Текущее состояние
В 2008 году газодиффузионные заводы в Соединенных Штатах и Франции все еще производили 33 % обогащенного урана в мире. Однако французский завод окончательно закрылся в мае 2012 года
, а завод в Падьюке, шт. Кентукки, эксплуатируемый Корпорацией по обогащению урана США (United States Enrichment Corporation, USEC) (последний полностью функционирующий завод по обогащению урана в Соединенных Штатах, в котором использовались газодиффузионный процесс), прекратил работу в 2013 году. Единственное подобное предприятие в Соединенных Штатах, Портсмутский газодиффузионный завод в шт. Огайо, закрыт в 2001 году. С 2010 года площадка в Огайо используется главным образом французским конгломератом AREVA для конверсии обедненного UF6 в диоксид урана.
В настоящее время технология газовой диффузии является устаревшей и повсеместно заменяется технологией газовых центрифуг, которая требует меньших энергетических затрат для производства эквивалентного количества обогащённого урана. Французская компания AREVA заменила газодиффузную установку Georges Besse на центрифужную Georges Besse II.